# Chalamarca (distrito)
Chalamarca é um distrito do Peru, departamento de Cajamarca, localizada na província de Chota.

## Transporte
O distrito de Chalamarca é servido pela seguinte rodovia:
- CA-107, que liga o distrito de Bambamarca à cidade de Pión[1][2][3]